# SHDSL
SHDSL (Single-pair High-speed Digital Subscriber Line) ou Ligne Numérique d'Abonné Symétrique à Haute Vitesse est une norme de l'UIT datant du début des années 2000 et qui permettait une transmission sur des distances plus grandes que les autres technologies DSL disponibles à cette époque.
Elle permet de relier des utilisateurs situés à plus de 5,4 km du central téléphonique ou du DSLAM.
La vitesse de transmission symétrique varie de 144 kbit/s jusqu'à 2,3 Mbit/s sur une simple paire de fils de cuivre. Elle est donc jusqu'à 40 fois plus rapide qu’avec un modem analogique 56 kbit/s, mais ce débit est largement dépassé dans le sens descendant par l'ADSL dont le débit montant est la plupart du temps compris entre 500 kbit/s et 1 Mbit/s.